# 对立式平衡
对立式平衡（義大利語：Contrapposto；義大利語發音：[kontrapˈposto]）。对立式平衡是在视觉艺术中用来描述雕塑将重心集中在其中一侧的脚上的姿态， 以这种姿态雕塑的肩部和手臂便可以偏离中轴做出更有动感，更自然的姿势。该词可同样用来描述互相对立（或互呈相反姿势）的雕塑组。 它同样可以很好地表达雕塑在转换姿态时肌肉的张力（和力量）。
承受整个雕塑重量的那侧腿部称为承重腿（engaged leg），不承重的那侧腿部被称为空闲腿（free leg）。 对立式平衡相比更曲折的S曲线并不刻意强调弧度, 而是试图创造一种对过去与未来的动作所产生的幻觉（也就是动态）。
对立式平衡技巧的发明在雕塑史上是一个非常重要的转折点，它的出现标志着西方艺术第一次用人体雕塑表达（它们的）心理活动。克雷提奧斯的少年呈现了一个非常平衡和谐的姿势，表达了他冷静放松的心理状态，呈现了一种人类理想的平均气质。

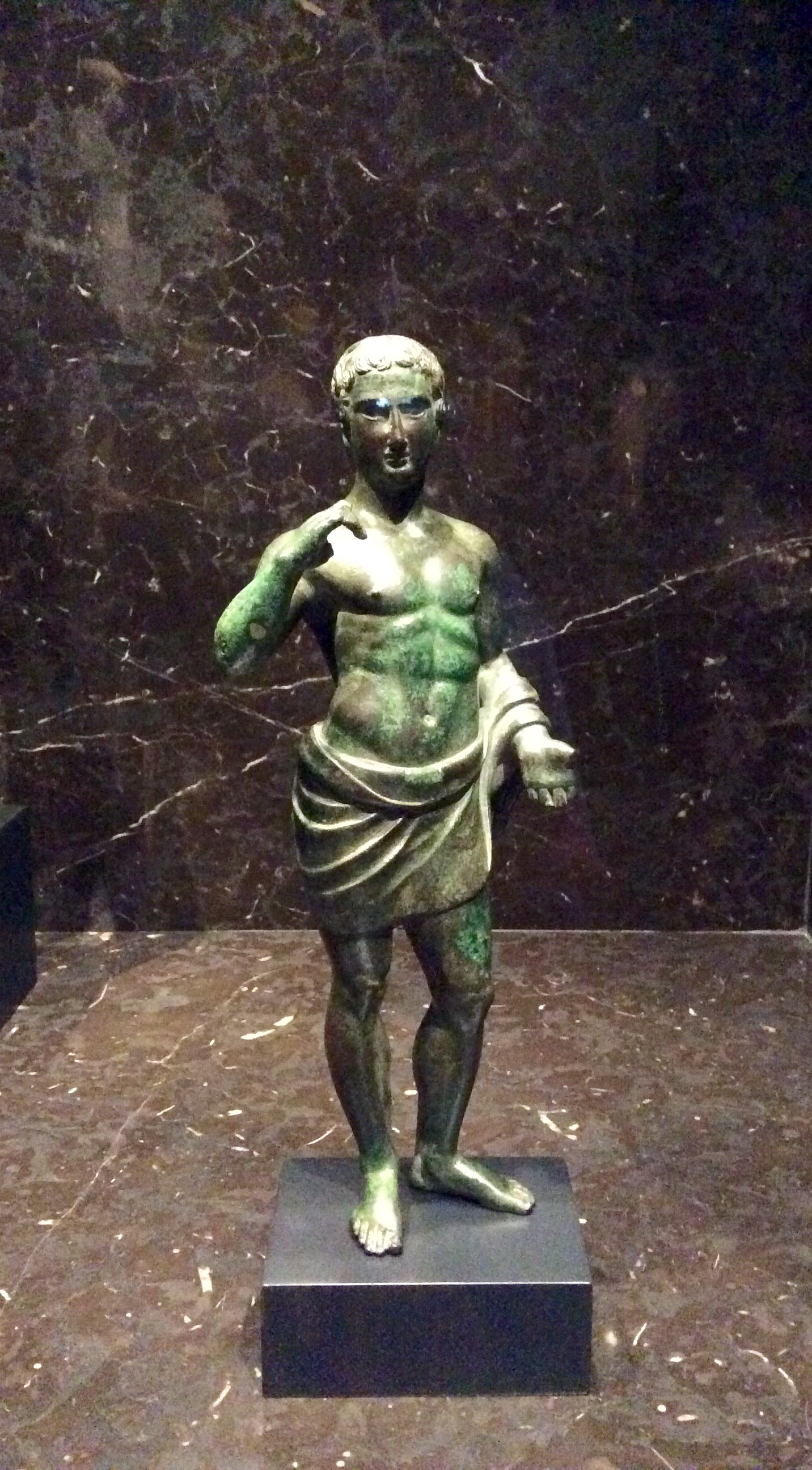
伊特拉斯坎 塑像, 意大利, 史前3世纪至1世纪 BCE, 青铜

从这时开始希腊雕塑家们开始探索如何使用身体传达人们的思想，最终在希腊化时代的拉奥孔与儿子们(公元1世纪)上，将他们的绝望的痛苦和悲伤表现到了极致。

## 历史

### 古典时期
第一件已知使用对立式平衡的作品是克雷提奧斯的少年, c. 480 BC, （它被这么命名是因为它的作者是克雷提奥斯）。 尽管更早期的青铜雕塑也可能应用了对立式平衡，但至今没有发现任何证据。肯内特·克拉克称其为“艺术史上第一件美丽的裸体” 克雷提奥斯的少年是古希腊大理石雕塑原件而不是罗马复刻品。
在引入对立式平衡前，主导古希腊的古风时期雕塑风格的是 青年雕像（Kouros，古希腊男青年雕塑）和少女雕像（Kore，古希腊女青年雕塑)。对立式平衡从西方经典雕塑的黎明时期开始被应用。根据古典希腊时期雕塑家波留克列特斯在公元前4世纪的教规，这是他和他的继承人的人体作品中最重要的特点，比如 留西波斯， 斯科帕斯，等等。波留克列特斯式雕塑，比如Discophoros (持铁饼者) and Doryphoros (持矛者) – 都是具有神圣感的运动青年，并都有明显的对立式平衡特征。这些作品的盆骨不再是中轴骨式和古希腊早期的“竖直式”古希腊雕塑。
对立式平衡可以在古罗马雕塑复制品赫耳墨斯和赫拉克勒斯雕塑上清晰可见。其中一个非常著名的例子式赫耳墨斯和婴儿酒神，由古希腊雕塑家普拉克西特列斯所作，描绘赫尔墨斯和狄俄倪索斯婴儿在奥林匹亚上的雕塑。你同样可以在波留克列特斯的罗马雕塑复制品阿玛宗人上看到。
古希腊艺术强调人文主义和人类形体与心灵的美。 古希腊青年们在体育训练和比赛中都以裸体示人。对于对立式平衡姿势的创立和发展，数学中比例的概念对此做出了很大的贡献。

### 文艺复兴时期
经典的对立式平衡在文艺复兴时期被多那太罗和列奥纳多·达·芬奇重新发扬光大，并被米开朗基罗, 拉斐尔 和另一些艺术家在文艺复兴全盛期广泛使用。意大利文艺复兴的其中一项重要成就就是重新发现了对立式平衡。但对立式平衡在风格主义 艺术家中似乎过度使用。

### 现代
这项技术仍在被广泛的使用。

## 图例

对立式平衡图例
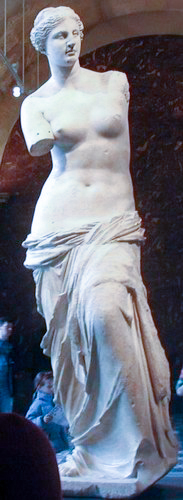
米洛的维纳斯 描绘了一个S曲线（英语：S Curve (Art)）的身形。 希腊， c. 130–100 BC.

- 波留克列特斯的持矛者的大理石复制品,一个早期的对立式平衡例子。青铜原作已经丢失。
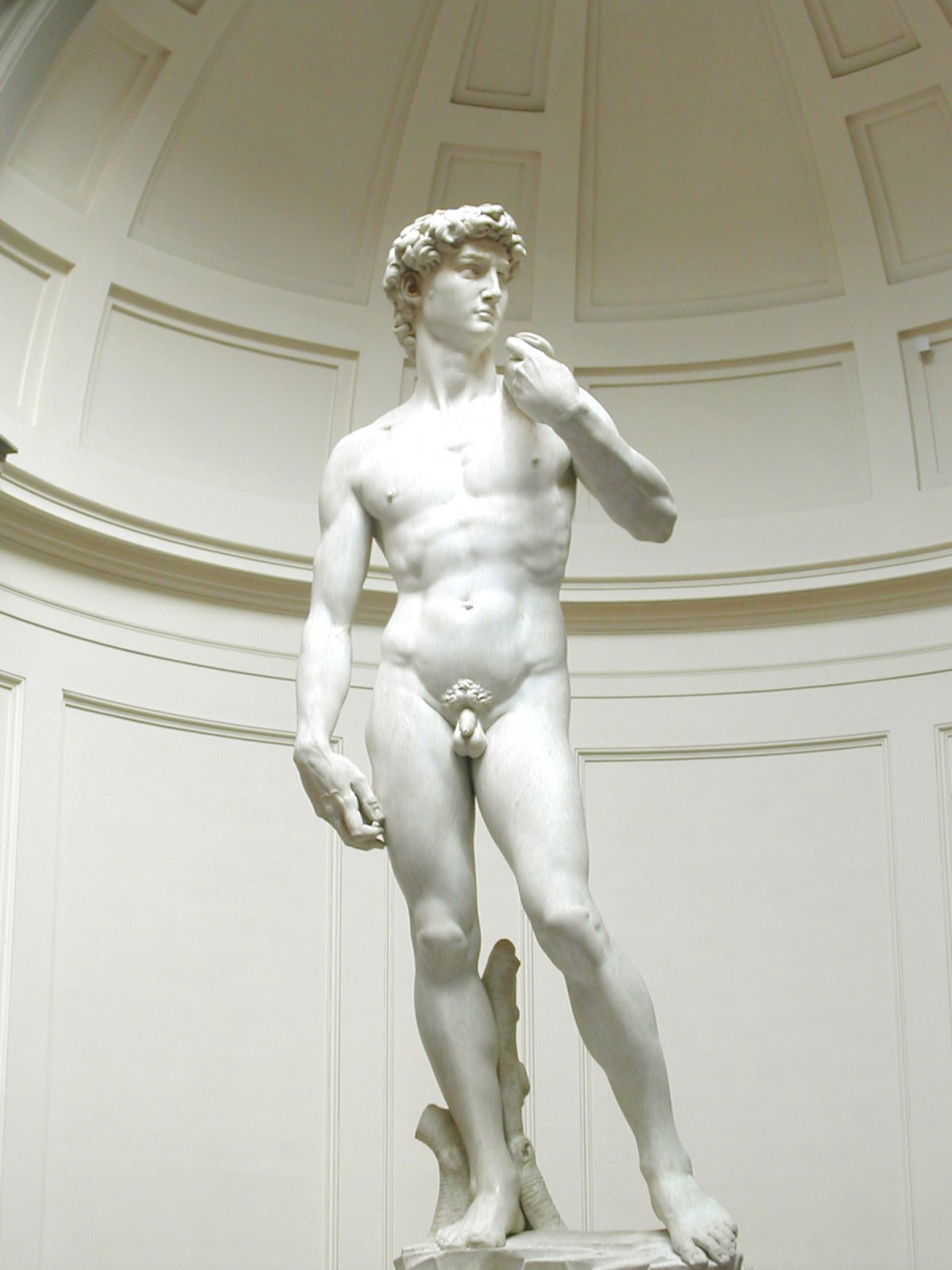
大卫像, 作者米开朗基罗, 1501–04 C.E. 肩部和盆骨呈不同角度。
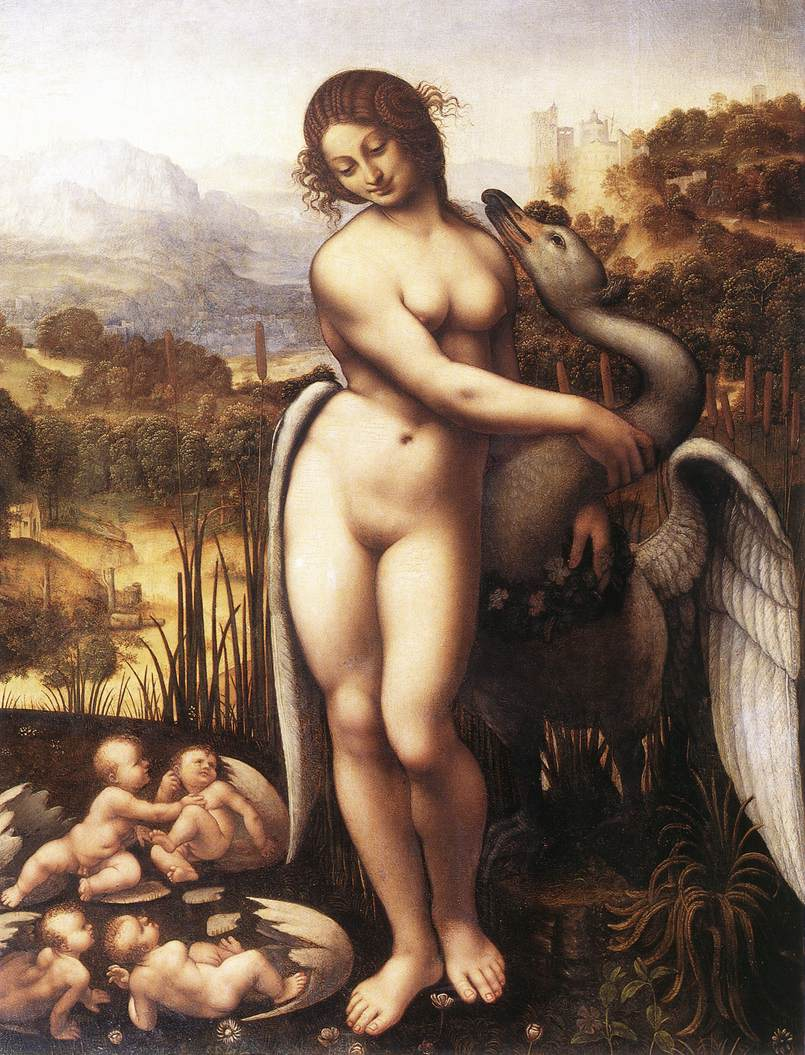
Leda and the Swan, 复制品作者 Cesare da Sesto ，列奥纳多·达·芬奇所做的原作已经丢失, 1515–20, 布面油画, 威尔顿庄园 (威尔特郡), 英格兰。

## 引用和来源
引用
1. ↑  Janson, H.W. (1995) History of Art. 5th edn. Revised and expanded by Anthony F. Janson. London: Thames & Hudson, p. 139. ISBN 0500237018

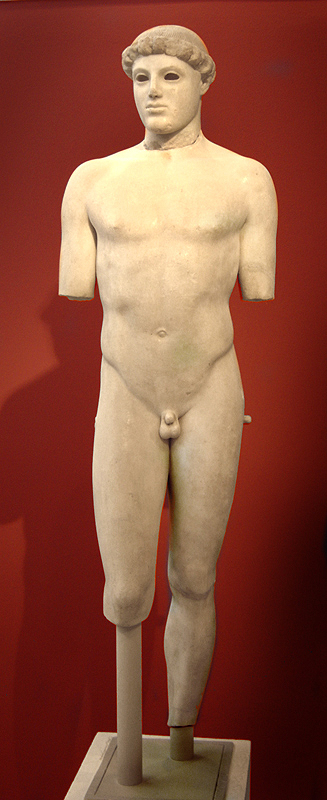
克雷提奧斯的少年，c.480 BCE，是已知第一个使用对立式平衡的雕塑。

2. ↑  "Contrapposto". Grove Encyclopedia Of Materials & Techniques In Art: 142–143. October 2008. ISBN 9780195313918.
3. ↑  Honour, H. and J. Fleming, (2009) A World History of Art. 7th edn. London: Laurence King Publishing, p. 122. ISBN 9781856695848
4. ↑  Clark, Kenneth. (2010) The Nude: A study in ideal form. New edition. London: The Folio Society, pp. 24-25.
5. ↑  . www.webpages.uidaho.edu.   [2015-11-19]. （原始内容存档于2018-10-06）.
6. ↑  Stanley, Max (2010). "The 'Golden Canon' of book-page construction: proving the proportions geometrically". Journal of Mathematics & The Arts. 4 no. 3: 137–141.

来源
- Andrew Stewart, One Hundred Greek Sculptors: Their Careers and Extant Works Polykleitos of Argos, 16.72
- Polykleitos, The J. Paul Getty Museum (link broken)
- Polyclitus, 1911 Encyclopædia Britannica.